# Tu amigo y vecino Spider-Man
Tu amigo y vecino Spider-Man (Your Friendly Neighborhood Spider-Man en inglés) es una serie de televisión animada estadounidense de 2025, creada por Jeff Trammell para el servicio de streaming Disney+, basada en el personaje de Marvel Comics Spider-Man. Es una de las series de televisión del Universo Cinematográfico de Marvel (MCU) producida por Marvel Studios Animation, y explora la historia del origen de Peter Parker y sus primeros días como Spider-Man. La serie se desarrolla en una línea de tiempo alternativa donde Norman Osborn se convierte en el mentor de Parker en lugar de Tony Stark. Trammell se desempeña como showrunner y escritor principal.
Hudson Thames presta su voz a Parker, repitiendo el papel de la serie animada de Marvel Studios What If...? (2021-2024), con Eugene Byrd, Grace Song, Hugh Dancy, Kari Wahlgren, Zeno Robinson, Charlie Cox, Paul F. Tompkins y Colman Domingo también protagonizando la serie. Disney+ anunció Spider-Man: Freshman Year en noviembre de 2021, con Trammell adjunto. En diciembre de 2023 se renombró Your Friendly Neighborhood Spider-Man. El estilo de animación de la serie es similar al del primer cómic de The Amazing Spider-Man, con animación proporcionada por Polygon Pictures.
La primera temporada de Your Friendly Neighborhood Spider-Man se estrenó a través de Disney+ el 29 de enero de 2025, como parte de la Fase Cinco del MCU. Una segunda y tercera temporada está en desarrollo.

## Premisa
Your Friendly Neighborhood Spider-Man explora la historia del origen de Peter Parker y sus primeros días usando la identidad de Spider-Man en una realidad alternativa donde Norman Osborn se convierte en el mentor de Parker en lugar de Tony Stark.

## Reparto y personajes

### Principal
- Hudson Thames como Peter Parker / Spider-Man: Un joven de 15 años que adquiere habilidades similares a las de una araña después de ser mordido por una araña radiactiva. [3] [4] Thames repite el papel de What If...? de Marvel Studios Animation. (2021-presente). El escritor y showrunner Jeff Trammell disfrutó explorando la mentalidad de Peter, cómo se ve afectado por los diferentes personajes que lo rodean y el efecto que tiene en su crecimiento como Spider-Man.
- Kari Wahlgren como:
  - May Parker: la tía de Peter.
  - Roxanna Volkov: una criminal rusa
- Grace Song como Nico Minoru: una compañera de clase de Peter y mejor amiga. [4]
- Eugene Byrd como Lonnie Lincoln / Tombstone: un compañero de clase de Peter y capitán del equipo de fútbol de los Bales, que se une a regañadientes a la pandilla de la Calle 110 para proteger a su hermano, lo que lo lleva por un camino oscuro. [4]
- Zeno Robinson como Harry Osborn: el hijo de Norman que se hace amigo de Peter.
- Colman Domingo como Norman Osborn: El director ejecutivo de Oscorp y el padre de Harry, que también es el mentor de Parker y su "hombre en la silla". [5][6]Trammell señaló que Norman no es un héroe como Tony Stark / Iron Man (el mentor de Peter en la línea de tiempo principal del MCU) y sus métodos "pueden no resultar en el mejor interés de todos".[7]
- Hugh Dancy como Otto Octavius: un científico que vende su armamento y equipo de alta tecnología a varios criminales. [4]
- Charlie Cox como Matt Murdock / Daredevil: un abogado ciego de Hell's Kitchen que lleva una doble vida como justiciero enmascarado. [8]

### Recurrentes
- Cathy Ang como Pearl Pangan: una compañera de clase de Peter y amor platónico de la infancia que está saliendo con Lonnie.
- Roger Craig Smith como:
  - Phil Grayfield: El entrenador del equipo de fútbol de Bales
  - James Sanders / Speed Demon: El amante y compañero del crimen de María Vásquez, que usa botas de alta tecnología que le otorgan una velocidad sobrehumana
  - Dmitri Smerdyakov / Chameleon: Un criminal ruso enmascarado
  - John Gallo: Un guardia de seguridad de Oscorp
- Anjali Kunapaneni como Jean Foucault: una pasante de Oscorp.
- Erica Luttrell como Asha: una pasante de Oscorp que proviene de Wakanda.
- Aleks Le como Amadeus Cho: un pasante de Oscorp.
- Paul F. Tompkins como Bentley Whittman: un científico abusivo de Oscorp que supervisa a los pasantes.
- Zehra Fazal como Carla Connors: una científica de Oscorp que trabaja con Peter durante su pasantía.[9]
- Leilani Barrett como Big Donovan: el líder de la pandilla de la Calle 110.
- Jonathan Medina como Mac Gargan / Scorpion: El líder de la pandilla Scorpions que usa una armadura equipada con una cola mecanizada similar a la de un escorpión.

### Invitados
- Kellen Goff como un extraterrestre simbiótico que ataca la escuela secundaria Midtown. [10]
- Robin Atkin Downes como el Dr. Stephen Strange: un neurocirujano que se convirtió en un maestro de las artes místicas después de un accidente automovilístico que puso fin a su carrera.
- Jake Green como Butane: Un pirómano equipado con armamento de alta tecnología.
- Anairis Quiñones como:
  - María Vásquez: amante y cómplice de James Sanders, poseedora de guantes de alta tecnología
  - Carmela Black: La segunda al mando de la pandilla Scorpions.

- Travis Willingham como
  - Mikhail Sytsevich: un criminal ruso.
  - Thaddeus Ross: Secretario de Estado de los Estados Unidos y ex general del ejército de los EE. UU.[11]
- Sarah Natochenny como  Mila Masaryk / Uniconio:[12] una criminal rusa equipada con un casco de alta tecnología que dispara láseres
- Mick Wingert como Tony Stark / Iron Man. [13]
- Josh Keaton como Richard Parker: el padre de Peter, que actualmente está encarcelado.[14]

## Episodios
| N.º | Título                                                       | Dirigido por   | Escrito por                    | Fecha de lanzamiento original |
| --- | ------------------------------------------------------------ | -------------- | ------------------------------ | ----------------------------- |
| 1 | «Amazing Fantasy» «Fantasía asombrosa»                       | Mel Zwyer      | Jeff Trammell                  | 29 de enero de 2025           |
| En el primer día de Peter Parker en Midtown High School, una pelea entre el hechicero Stephen Strange y un extraterrestre simbiótico destruye la escuela. Peter rescata a otra estudiante de primer año, Nico Minoru, del extraterrestre. Cae inconsciente después de ser mordido por una araña que emergió de un portal que Strange creó durante la pelea. Varios meses después, Peter ha desarrollado habilidades similares a las de una araña y está operando en secreto como el justiciero Spider-Man. Debido a la destrucción de Midtown High, él y Nico, ahora mejores amigos, asisten a Rockford T. Bales High School, que no tiene los cursos avanzados y la tecnología que Peter estaba entusiasmado por tener en Midtown. También asisten a Bales el amor de la infancia de Peter, Pearl Pangan, y su nuevo novio, el capitán del equipo de fútbol Lonnie Lincoln. Un día, de camino a la escuela, Peter salva a Harry Osborn de un grupo de matones que transmiten en vivo la interacción. Más tarde, detiene a dos criminales que huyen de la policía y recibe una mayor atención pública. Después de la escuela, Peter regresa al apartamento en el que vive con su tía viuda May Parker y es recibido por el empresario Norman Osborn. |                                                              |                |                                |                               |
| 2 | «Parker’s Luck» «La suerte de Parker»                        | Liza Singer    | Charlie Neuner                 | 29 de enero de 2025           |
| Norman le ofrece a Peter una pasantía exclusiva en su empresa, Oscorp, que Peter acepta con gusto. Al día siguiente, va a Oscorp después de la escuela y conoce a sus compañeros pasantes Jeanne Foucault, Asha y Amadeus Cho. Peter se siente desanimado por el severo Bentley Wittman, un científico que supervisa a los pasantes, pero se divierte más después de ser asignado a trabajar con la científica Carla Connors en un proyecto de energía. Peter se pierde la victoria de la escuela en un partido de fútbol y no puede unirse a Nico cuando ambos son invitados a una fiesta por Lonnie y Pearl. Durante un descanso en su trabajo, Peter ve un informe de noticias sobre un edificio en llamas y va a investigar como Spider-Man. Encuentra a un pirómano llamado Butane que ha sido contratado para destruir un edificio con sus lanzallamas de alta tecnología como parte de una estafa de seguros, aunque accidentalmente está destruyendo el edificio equivocado. Peter somete a Butane y nota un logotipo de infinito estilizado en su equipo. Peter regresa a Oscorp más tarde de lo esperado y es convocado a la oficina de Norman. Norman le muestra a Peter imágenes de seguridad de este último poniéndose el traje de Spider-Man. |                                                              |                |                                |                               |
| 3 | «Secret Identity Crisis» «La crisis de la identidad secreta» | Stu Livingston | Jeff Trammell                  | 5 de febrero de 2025          |
| Peter intenta negar que él es Spider-Man, pero Norman no está convencido. Invita a Peter a una cena privada donde explica que se propuso descubrir la verdadera identidad de Spider-Man después del rescate de su hijo, Harry. Norman creó el proyecto de pasantía como un pretexto para reunir a Jeanne, Asha, Amadeus y Peter, los candidatos más probables para los jóvenes que podrían haber creado la tecnología de Spider-Man. Peter rechaza la oferta de Norman de asociarse, pero continúa con la pasantía para ayudar a May a pagar sus cuentas. Cuando el hermano menor de Lonnie, Andre, se une a la pandilla local de la Calle 110, Lonnie va a la sede de la pandilla para recuperar a Andre. El líder de la pandilla, Big Donovan, lo obliga a unirse a la pandilla a cambio de permitir que Andre se vaya. Los criminales Maria Vasquez y James Sanders obtienen guantes y botas de alta tecnología de un misterioso benefactor y roban una joyería. Peter lucha contra ellos y su tecnología lo supera, hasta que Norman lo contacta para que lo ayude. Después de derrotar a la pareja, Peter nota el mismo logotipo del infinito en su tecnología. Peter acepta la oferta de asociación de Norman. |                                                              |                |                                |                               |
| 4 | «Hitting the Big Time» «Alcanzando el éxito»                 | Liza Singer    | Charlie Neuner                 | 5 de febrero de 2025          |
| Los Vengadores se dividen por los Acuerdos de Sokovia, un acto legislativo que requiere que los superhéroes estén registrados y supervisados. Norman cree que él y Peter deben dar un paso adelante para convertirse en los protectores de Nueva York y hace que Peter se pruebe varios trajes de superhéroe nuevos diseñados por Oscorp. Estos arrojan resultados mixtos hasta que se deciden por un traje más cercano al diseño original de Spider-Man de Peter, aunque es principalmente blanco en lugar del traje rojo y azul que Peter imaginó. Big Donovan envía a Lonnie a buscar comida para la pandilla de la Calle 110 en una tienda que se encuentra en el territorio de una pandilla rival, los Scorpions. Lonnie es amenazado por algunos de los Scorpions, y cuando regresa, Big Donovan explica que Lonnie y su familia solo estarán a salvo de los Scorpions si Lonnie es leal a la Calle 110. Peter rescata a algunos transeúntes de un grupo de ladrones de bancos rusos. Cuando regresa a Oscorp, accidentalmente revela su identidad a Harry. Una de las rusas, Mila Masaryk, escapa con el dinero que robaron y se lo lleva al benefactor que está creando equipos de alta tecnología para varios criminales: Otto Octavius. |                                                              |                |                                |                               |
| 5 | «The Unicorn Unleashed!» «El unicornio descontrolado»        | Stu Livingston | Jeff Trammell                  | 5 de febrero de 2025          |
| Octavius le vende a Mila un casco que dispara rayos láser desde la frente y puede predecir los movimientos de un oponente. Planea hacerse un nombre usando la riqueza que ha estado ganando vendiendo su tecnología a criminales. Norman decide que, debido a su apretada agenda, sería mejor que Harry también se involucrara en la sociedad con Spider-Man. Mila, que se hace llamar Unicorn, ayuda a sus compañeros rusos a escapar de la prisión. Harry le ordena a Peter que los detenga y él lucha contra el grupo. Mila casi mata a Peter, pero su cómplice Mikhail Sytsevich la detiene después de que Peter le salvó la vida cuando Mila usó a Mikhail como cebo durante la pelea. Peter los apresa a ambos, y Mikhail jura vengarse por su encarcelamiento a pesar de los actos heroicos de Peter. Peter se une a Nico para ver una película e invita a Harry, un conocido miembro de la alta sociedad, a unirse a ellos, lo que molesta a Nico. Lonnie se ve obligado a dejar la práctica de fútbol para ayudar a la pandilla de la Calle 110 en una guerra territorial con los Scorpions. Después de salvar a Big Donovan del líder de los Scorpions, Mac Gargan, Lonnie se gana el respeto de la pandilla y Big Donovan le da el apodo de "Tombstone". |                                                              |                |                                |                               |
| 6 | «Duel with the Devil» «Duelo con el diablo»                  | Liza Singer    | Charlie Neuner                 | 12 de febrero de 2025         |
| Lonnie es expulsado del equipo de fútbol mientras continúa faltando a la práctica y a la escuela, pero se niega a contarle a Pearl sobre sus prioridades a la pandilla de la Calle 110. Peter invita a Harry y Nico a pasar tiempo en su casa para que su grupo de amigos pueda volverse más cercano, pero sus personalidades enfrentadas lo hacen difícil. Mientras Norman asiste a una cena benéfica con Thaddeus Ross, se entera de que alguien está irrumpiendo en Oscorp y hace que Peter vaya a investigar. Spider-Man descubre que el culpable es el justiciero Daredevil, quien cree que Norman está ocultando algo siniestro. Los dos pelean, que termina con Daredevil noqueando a Spider-Man. Una vez que regresa, Norman revela que descubrió que su antiguo socio Octavius está detrás de la tecnología para los súper criminales y cree que contrató a Daredevil para robarle. Cuando Peter regresa a casa, descubre que Harry le ha dicho a Nico que es Spider-Man después de que ella afirmó que no le oculta secretos, y ella se va furiosa. Mientras tanto, Lonnie evade a la segunda al mando de Gargan, Carmilla Black, pero ella puede rastrearlo hasta el escondite de la pandilla de la Calle 110 mientras Octavius equipa a Gargan con una armadura similar a un escorpión. |                                                              |                |                                |                               |
| 7 | «Scorpion Rising» «El ascenso del Escorpión»                 | Stu Livingston | Raven Koné                     | 12 de febrero de 2025         |
| Nico comienza a ignorar a Peter en la escuela, enojada porque le oculta su secreto. Peter y Norman deducen que Octavius está usando radiación gamma para su tecnología y comienzan a rastrearla por la ciudad para rastrear su tecnología y localizarlo. Mientras tanto, Harry lleva a Nico a comer en un intento de lograr que perdone a Peter por sus acciones. Los dos comienzan a unirse después de que él le enseña a conducir y participa en una carrera callejera contra un conductor rebelde. Si bien a ella todavía le cuesta perdonar a Peter, Harry le dice que Peter probablemente lo mantuvo en secreto para protegerla. Ella lo reconsidera mientras se disculpa con Harry por cómo lo trató antes y lo llama amigo. Pearl se entera de la participación de Lonnie con la pandilla de la Calle 110 por Andre y lo enfrenta en su escondite. Mientras Lonnie continúa alejándola, la pandilla es atacada por Gargan, que ahora se hace llamar Scorpion. Spider-Man rescata a los dos y la pandilla se evacua mientras él lucha contra Gargan. Norman, distraído con la búsqueda de Octavius, brinda una ayuda mínima en la pelea, lo que lleva a Peter a ser empalado por un Gargan enfurecido y cargado con rayos gamma. Antes de que pueda ser asesinado, Norman envía un planeador para rescatar a Peter. |                                                              |                |                                |                               |
| 8 | «Tangled Web» «Red enredada»                                 | Liza Singer    | Charlie Neuner                 | 12 de febrero de 2025         |
| Peter está conmocionado después de su pelea con Scorpion y no está seguro de si realmente puede derrotarlo. Norman le da un ultimátum para que se convierta en Spider-Man o terminará su asociación. Se derrumba frente a May con lo estresante que ha sido su vida, y ella lo relaciona con sus sentimientos después de la muerte de su tío Ben. Después de que Norman le avisara sobre el paradero de Octavius, Ross arresta a Octavius con algo de ayuda de Iron Man. Al día siguiente, Peter va a la casa de Pearl para ayudar con una tarea. Lonnie la visita para informarle que la pandilla de la Calle 110 va tras Scorpion, y Pearl rompe con él después de que se niega a dejar la pandilla. Gracias a un aviso de uno de los asociados de Mila y Mikhail, Dmitri Smerdyakov, la pandilla se entera del escondite abandonado de Octavius y planea usar su tecnología para combatir a Scorpion. Peter habla de su dilema con Norman, quien cree que la razón por la que Scorpion lo derrotó es porque se está conteniendo y que un gran poder conlleva un gran respeto. Después de irse, Harry le revela a Peter que hizo que los científicos de Oscorp desarrollaran un nuevo traje rojo y azul de Spider-Man para él. |                                                              |                |                                |                               |
| 9 | «Hero or Menace» «¿Héroe o amenaza?»                         | Liza Singer    | Jeff Trammell                  | 19 de febrero de 2025         |
| Norman visita a Otto en prisión para regodearse de su participación en el arresto de este último y revelar que Oscorp está confiscando su tecnología. La 110 interfiere con la transferencia de tecnología para secuestrar la tecnología antes de que Spider-Man los detenga. Scorpion y sus hombres llegan a la escena e inmediatamente estalla una pelea entre las dos pandillas. Big Donovan huye de la pelea después de que Scorpion casi lo mata. Lonnie se expone a un gas misterioso mientras busca en la tecnología de Octavius, lo que le da una fuerza y durabilidad sobrehumanas. Usando sus nuevos poderes, se une a Spider-Man para enfrentarse a Scorpion. Después de que Gargan entierre a Lonnie debajo de barras de metal en forma de I, Peter sigue el consejo de Norman y deja de contenerse, casi matando a Scorpion hasta que Lonnie lo detiene y permite que la policía lo detenga. Habiendo visto a Spider-Man en acción, Nico perdona a Peter por mentirle y los dos se vuelven amigos nuevamente. Después de que Norman agradece a Peter por su trabajo para detener a Scorpion, se revela que está trabajando con los científicos de Oscorp para encontrar una manera de replicar los poderes de Spider-Man inyectando una araña con la sangre de Peter. |                                                              |                |                                |                               |
| 10 | «If This Be My Destiny...» «Si este es mi destino...»        | Stu Livingston | Charlie Neuner & Jeff Trammell | 19 de febrero de 2025         |
| Norman revela que ha utilizado el trabajo de los internos para crear el Proyecto Monolito, una puerta de entrada al cosmos que planea usar para expandir sus recursos. Doctor Strange llega para detenerlo, pero hace que sus científicos sometan a Strange y les ordena que activen la puerta de entrada, que invoca al alienígena simbiótico que atacó Midtown High. Spider-Man se une a Strange para luchar contra la criatura, durante la cual Strange viaja de regreso al pasado, lo que resulta en la batalla inicial en Midtown High y Peter siendo mordido por la araña que entró en el portal del tiempo con ellos. Spider-Man y Strange finalmente pueden enviar al alienígena de regreso a su planeta de origen y destruir la puerta de entrada. Harry decide crear su propia empresa, la Brigada Mundial de Ingeniería (WEB), para invitar a genios más jóvenes como los internos de Oscorp a continuar su trabajo científico sin ser explotados por su padre. Asha y Jeanne (que es secretamente la compañera justiciera de Daredevil, Finesse) deciden inscribirse, mientras que Cho se niega y, en cambio, se convierte en un empleado de tiempo completo en Oscorp. Lonnie también es invitado a unirse, ya que se convierte en el nuevo líder de la 110. Norman investiga los restos y encuentra parte del simbionte que quedó de la batalla. Mientras Octavius planea su escape, May va a la prisión para hablar con el padre encarcelado de Peter, Richard Parker. |                                                              |                |                                |                               |

## Producción

### Desarrollo
En junio de 2021, Marvel Studios Animation estaba desarrollando un conjunto de al menos tres series más además de su serie de Disney+ What If...? (2021-presente).  El mes siguiente, se dijo que estos estaban en varias etapas de desarrollo y no se esperaba que debutaran hasta al menos 2023.Spider-Man: Freshman Year se anunció durante el evento Disney+ Day en noviembre de 2021, con Jeff Trammell como guionista principal y productor ejecutivo.  Stu Livingston es director de episodios, y Brad Winderbaum de Marvel Studios es otro productor ejecutivo. Durante el panel de Marvel Studios Animation en la Comic-Con de San Diego de 2022, Spider-Man: Freshman Year y los otros proyectos discutidos se presentaron como parte del "Multiverso animado de Marvel".  Se anunció una segunda temporada en julio de 2022, entonces titulada Spider-Man: Sophomore Year.  La serie fue retitulada Your Friendly Neighborhood Spider-Man en diciembre de 2023, envolviendo esa historia planeada para Sophomore Year. En enero de 2025, Trammell dijo que la serie no se limitaba a cubrir un año escolar por temporada,  y Winderbaum dijo que se había dado luz verde a una tercera temporada.  Marvel.com incluyó a Trammell como showrunner y guionista principal.

### Escritura
Charlie Neuner trabajó como redactor.  La serie representa la historia del origen de Peter Parker / Spider-Man, que nunca fue explorada en detalle en las películas del Universo Cinematográfico de Marvel (MCU);  el presidente de Marvel Studios, Kevin Feige, declaró en 2015 que decidieron no volver a contar el origen del personaje en Capitán América: Civil War (2016),  que fue la primera aparición del personaje en el MCU,  ya que había habido dos versiones anteriores en las películas de Sam Raimi y Marc Webb, por lo que Marvel Studios "iba a dar por sentado que la gente sabe eso y los detalles".  Trammell dijo que la serie exploraría la identidad de Parker antes de Spider-Man y cómo comenzó su carrera como superhéroe.  Winderbaum explicó que la serie se inspiró en los primeros cómics de Stan Lee y Steve Ditko y la llamó "esencialmente Spider-Man" ya que Parker está en la escuela secundaria tratando de hacer malabarismos con la escuela, el cuidado de su tía May y ser un superhéroe. También destacó el gran conjunto de personajes que aparecen en la serie, diciendo que "las cosas se sienten realmente trágicas y peligrosas, y bastante increíbles" a medida que las relaciones se profundizan a medida que la serie avanza a través de la primera temporada, aumentando las apuestas.  La serie pone énfasis en el "vecindario" desde el título, similar al trabajo de Trammell en la serie de Cartoon Network Studios Craig of the Creek (2018-presente).
Los detalles revelados en julio de 2022 sugirieron que la serie se desarrollaba en una línea de tiempo alternativa a la continuidad principal del MCU,  lo que Winderbaum pronto confirmó, explicando que estaban aprovechando el concepto de multiverso del MCU: la historia comienza de manera similar a Civil War, pero muestra a Norman Osborn convirtiéndose en el mentor de Parker en lugar de Tony Stark / Iron Man, lo que lleva a Parker a conocer a otros personajes inesperados.

### Casting y grabación de voces
En julio de 2022, se reveló que Charlie Cox repetiría su papel de los medios anteriores del MCU como Matt Murdock / Daredevil,  mientras que Paul F. Tompkins fue establecido como la voz de Bentley Whittman.  Cox grabó sus líneas en 2021 durante los descansos en la filmación de su aparición en la serie de acción real del MCU She-Hulk: Attorney at Law (2022).  En septiembre de 2023, una presentación ante la Oficina de Derechos de Autor de Estados Unidos para la serie reveló que Hudson Thames prestaría su voz a Parker, repitiendo su papel de la primera temporada de What If...? (2021),   junto con Eugene Byrd como Lonnie Lincoln, Grace Song como Nico Minoru, Hugh Dancy como Otto Octavius, Kari Wahlgren como May Parker y Zeno Robinson como Harry Osborn.  En agosto de 2024, se reveló que Colman Domingo se había unido al elenco como Norman Osborn. 

### Animación y diseño
La serie contará con un estilo de animación que rinde homenaje a los primeros cómics de The Amazing Spider-Man de Stan Lee y Steve Ditko.  La animación es proporcionada por Polygon Pictures.  Los trajes de Spider-Man que aparecen en la serie incluyen su traje casero hecho con "pantalones de gimnasia, zapatillas de deporte, gafas, una sudadera azul, una camiseta roja, rodilleras, lanza-telarañas muy toscos y un logotipo rojo en el pecho", un traje amarillo, un "clásico traje rojo y azul de los años 60", un traje blanco y azul de Oscorp, un disfraz de "escarabajo" y un traje oscuro;  los dos últimos disfraces recuerdan a los que usan los personajes Hornet y Dusk en los cómics.

### Música
Se reveló que Leo Birenberg y Zach Robinson compondrían la banda sonora de la serie en junio de 2024.La canción principal de la serie, "Neighbor Like Me" de The Math Club con Relaye y Melo Makes Music, es un rap que samplea la canción principal de la serie animada Spider-Man (1967-1970) de Paul Francis Webster y Bob Harris. La canción fue lanzada como sencillo por Hollywood Records y Marvel Music el 21 de enero de 2025.

## Marketing
La serie se discutió durante el panel de Marvel Studios Animation en la Comic-Con de San Diego de 2022, cuando se reveló el arte de los personajes.  La serie apareció en un video promocional de la serie 2024 de Marvel Studios Animation en diciembre de 2023.  Thames y Domingo promocionaron la serie durante el panel de Marvel Studios Animation en la D23 Expo en agosto de 2024, donde se anunció el papel de Domingo como Norman y se mostraron imágenes.

## Lanzamiento
Your Friendly Neighborhood Spider-Man se estrenó en Disney+ en enero de 2025.   Una presentación del primer episodio ante la Oficina de Derechos de Autor de los Estados Unidos indica un lanzamiento aproximado el 2 de noviembre de 2024. La primera temporada de la serie se compone de 10 capítulos en total, programados para estrenarse entre el 29 de enero y el 19 de febrero del 2025.
Los 2 primeros episodios se estrenaron el 29 de enero de 2025, los episodio 3, 4 y 5 se lanzaron el 5 de febrero del 2025. Los episodios 6, 7 y 8 se estrenaron el 12 de febrero, y finalmente los episodios 9 y 10 se lanzaron el 19 de febrero del 2025.

## Recepción
El sitio web de recopilación de reseñas Rotten Tomatoes informa de un índice de aprobación del 97% con una calificación media de 8,2/10, basada en 35 reseñas de la primera temporada. El consenso crítico del sitio dice: "Abrazando la estética sana de la serie original del hombre araña y añadiendo algunos giros nuevos a la trama, este Spider-Man apto para toda la familia es una encarnación adorable del superhéroe de Marvel".  Metacritic, que utiliza un promedio ponderado, asignó a la primera temporada una puntuación de 77 sobre 100 basada en 10 críticos, lo que indica "críticas generalmente favorables".